# Município de Brookfield (condado de Trumbull, Ohio)
Localização do Ohio nos E.U.A.
O município de Brookfield (em inglês: Brookfield Township) é um local localizado no condado de Trumbull no estado estadounidense de Ohio. No ano 2010 tinha uma população de 8854 habitantes e uma densidade populacional de 139,42 pessoas por km².

## Geografia
O município de Brookfield encontra-se localizado nas coordenadas 41° 14′ 11″ N, 80° 33′ 43″ O. Segundo a Departamento do Censo dos Estados Unidos, o município tem uma superfície total de 63.51 km², da qual 63,35 km² correspondem a terra firme e (0,25 %) 0,16 km² é água.

## Demografia
Segundo o censo de 2010, tinha 8854 pessoas residindo no município de Brookfield. A densidade de população era de 139,42 hab./km².